# NGC 2362

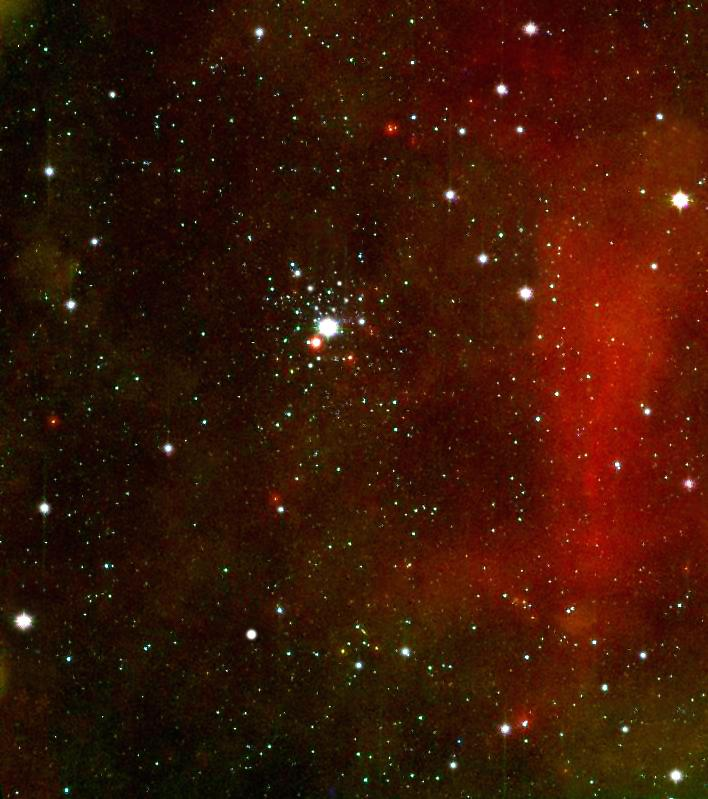

إن جي سي 2362 (NGC 2362) هي عنقودية منفتحة في كوكبة الكلب الأكبر. واكتشفها جيوفاني باتيستا هودرنا قبل عام 1654. ألمع نجم لها هو تاو الكلب الأكبر، وبالتالي فإنها تسمى في بعض الأحيان عنقودية تاو الكلب الأكبر. له مسافة تصل 1.48 كي بي سي وهو صغير العمر نسبيا يصل بين 4 و5 مليون سنة في العمر. ي عنقودية منفتحة ضخمة تحوي أكثر من 500 كتلة شمسية. المجموعة في العلاقة مع العملاق سديم Sh2-310, التي تقع في نفس المسافة.

## وصلات خارجية
- NGC 2362 على موقع ويكي سكاي: DSS2, SDSS, GALEX, IRAS, Hydrogen α, X-Ray, Astrophoto, Sky Map, Articles and images

الإحداثيات:  07س 18.8د 00ث، −24° 57′ 00″